# Stargate Infinity
Stargate Infinity è una serie televisiva animata di fantascienza del 2002, spin-off della serie televisiva Stargate SG-1, a sua volta ispirata al film Stargate del 1994.
Gli autori e i produttori di SG-1 non furono direttamente coinvolti in questo nuovo prodotto che, secondo uno degli ideatori di SG-1, Brad Wright, non va considerato coerente con l'universo originale della serie (ovvero non sarebbe "canonico").
La serie non ha riscosso molto successo ed è stata quindi cancellata dopo una stagione, lasciando aperti molti interrogativi.

## Sommario
La storia è ambientata circa trent'anni dopo che l'SG-1 usò per la prima volta lo stargate. Una misteriosa creatura aliena chiamata Draga viene scoperta all'interno di una mummia egizia. Il Comando Stargate deve ricondurla al suo pianeta d'origine. Condotta dal veterano Gus Bonner, viene messa assieme una squadra di adolescenti cadetti della Stargate Academy che ogni settimana passeranno attraverso lo stargate per esplorare nuovi mondi e girare l'universo insieme a Draga alla ricerca del suo pianeta.

## Doppiaggio
- Magg. Gus Bonner: Dale Wilson
- R.J. Harrison: Mark Hildreth
- Stacey Bonner: Tifanie Christun
- Seattle Montoya: Bettina Busch
- Draga: Kathleen Barr
- Pahk'kal: Mackenzie Gray
- Da'Kyll: Mark Acheson